# Trumpisme
Trumpisme er en paraplybetegnelse, der bruges til at referere til ting – herunder bl.a. politisk ideologi, styreform, retorik og politiske bevægelse – som alle er associeret og forbundet med Donald Trump og hans politiske base. Der findes ikke en klar og entydig betydning af betegnelsen trumpisme, da forskellige iagttagere dels betoner forskellige aspekter forskelligt, og derudover er der uenighed om betydningen og udlægningen af eksempelvis Trumps udmeldinger og politik. Sidstnævnte kan delvis tilskrives, at Trumps egen politiske dagsorden ofte er vag og omskiftelig, til trods for at nogle – heriblandt hans egne støtter – tilskriver en del af uenigheden til, at nogle af Trumps politiske modstandere bevidst mistolker udsagn og handlinger i et negativt syn.
Trumpisme er overordnet relateret til ideologier som højrepopulisme og nationalkonservatisme. Herunder er bevægelsen alement anerkendt som værende kritiske overfor indvandring, mere isolationistisk anlagte, mere tilbøjelige til at være tilhængere af protektionistiske tiltag, og derudover er bevægelsen kendt for at være mere konspiratorisk anlagte. Sidstnævnte er blandt andet illustreret gennem bevægelsens tilråb om, at man skal "Drain the Swamp" (dansk: "dræne sumpen"), der repræsenterede et ønske om at "dræne" Washington for korruption, lobbyister og "special interests" – heri er ligger én iboende forståelse om, at disse interessegrupper sammen med politikere konspirere mod folket.
Udtrykkene Trumpister og Trumpians bruges almindeligvis om personer, der er en del af denne bevægelse.

## Populistiske temaer, følelser og metoder
Trumpisme begyndte at udvikle sig under Trumps præsidentkampagne i 2016. Trumps retorik har sine rødder i populisme, der samtidig argumenterer for nationalistiske løsninger på politiske, økonomiske og sociale problemer. Disse tendenser kommer til udtryk i politiske mærkesager som restriktiv indvandringspolitik, handelsprotektionisme, isolationisme og modstand mod reformer af sociale ydelser. Som politisk metode er populisme ikke drevet af nogen entydig ideologi.
Med henvisning til Trumps populisme udtaler sociologen Michael Kimmel, at det "ikke er en teori [eller] en ideologi, det er en følelse. Og følelsen er en retfærdig harme over, at regeringen snyder 'os'." Kimmel bemærker, at "Trump er en interessant figur, fordi han kanaliserer hele den følelse, jeg kalder 'forurettet berettigelse'," et udtryk Kimmel definerer som "den følelse af, at de fordele, du mente dig berettiget til, er blevet revet væk fra dig af usete, større og mere magtfulde kræfter. Du føler dig som arvingen til et stort løfte, den amerikanske drøm, som er blevet til en umulig fantasi for de mennesker, der oprindeligt skulle have arvet den".
Kommunikationsforsker Zizi Papacharissi forklarer nytten ved at være ideologisk vag og bruge udtryk og slogans, der kan betyde hvad som helst for tilhængeren. "Når disse folkemasser trives i følelsesmæssig engagement, er det fordi, de har fundet en følelsesmæssig krog, der er bygget omkring en åben betegnelse, som de kan bruge, genbruge og anvende på ny. Så ja, selvfølgelig, som du ved, har præsident Trump brugt MAGA; det er en åben betegnelse, der tiltrækker alle disse mennesker, og det er åbent, fordi det tillader dem alle at tillægge det forskellige betydninger. Så MAGA fungerer til at forbinde forskellige grupper, fordi det er åbent nok til at give folk mulighed for at tillægge det deres egen betydning."
Forskellige bidragydere til Routledge Handbook of Populism bemærker, at populistiske ledere, snarere end at være drevet af ideologi, er pragmatiske og opportunistiske i deres tilgang til temaer, ideer og overbevisninger, der stærkt resonerer med deres tilhængere. Data fra exit polls antydede, at Trump-kampagnen lykkedes med at mobilisere de "hvide marginaliserede" (de lavere socialeklasser/arbejderklassen af europæisk-amerikanere oprindelse), som oplever stigende social ulighed, og som ofte har udtrykt modstand mod det amerikanske politiske establishment. Ideologisk set har trumpisme et højreorienteret populistisk præg.
Nogle fremtrædende konservative dannede en Never Trump-bevægelse som modsvar på hans anti-establishment-retorik, hvilket blev set som en opstand fra de konservative eliter mod deres kernevælgere.

### Bøger
- Dean, John; Altemeyer, Robert A. (2020). "Chapter 10: National Survey on Authoritarianism". Authoritarian Nightmare: Trump and his Followers (e-book udgave). Brooklyn, New York: Melville House Publishing. ISBN 978-1612199061.
- de la Torre, Carlos; Barr, Robert R.; Arato, Andrew; Cohen, Jean L.; Ruzza, Carlo (2019). Routledge Handbook of Global Populism. Routledge International Handbooks. London & New York: Routledge. ISBN 978-1315226446.
- Fuchs, Christian (2018). Digital Demagogue: Authoritarian Capitalism in the Age of Trump and Twitter. London, England: Pluto Press. JSTOR j.ctt21215dw.8. Arkiveret fra originalen 10. oktober 2022. Hentet 29. august 2020.
- Kimmel, Michael (2017) [2013]. Angry White Men: American Masculinity at the End of an Era (2017 udgave). New York: Perseus Books – PublicAffairs. ISBN 978-1568589626.

### Artikler
- Boler, Megan; Davis, Elizabeth (2021). "Affect, Media, Movement – Interview with Susanna Paasonen and Zizi Papacharissi".  I Boler, Megan; Davis, Elizabeth (red.). Affective Politics of Digital Media (e-book udgave). New York: Routledge. ISBN 978-1003052272.
- Continetti, Matthew (22. december 2020). "Is Trump Really All That Holds the G.O.P. Together?". The New York Times (Opinion). Arkiveret fra originalen 1. januar 2021. Hentet 4. januar 2021.
- Hamilton, Lawrence C. (10. januar 2024).  Ettinger, Aaron (red.). "Trumpism, climate and COVID: Social bases of the new science rejection". PLOS ONE (amerikansk engelsk). 19 (1): e0293059. Bibcode:2024PLoSO..1993059H. doi:10.1371/journal.pone.0293059. ISSN 1932-6203. PMC 10781192. PMID 38198461. Trumpism itself is predicted by age, race, evangelical religion, ideology, and receptivity to seemingly non-political conspiracy beliefs. Considering direct as well as indirect effects (through Trumpism), climate change and vaccine rejection are similarly predicted by white and evangelical identity, conspiracism, and by education×ideology and friends×party interactions.
- Kimmel, Michael; Wade, Lisa (2018). "Ask a Feminist: Michael Kimmel and Lisa Wade Discuss Toxic Masculinity". Signs: Journal of Women in Culture and Society. 44 (1): 233-254. doi:10.1086/698284. S2CID 149487672.
- Kuhn, Johannes (2. september 2017). "Who moved America to the right". Süddeutsche Zeitung. Arkiveret fra originalen 15. februar 2021. Hentet 30. juli 2020.
- Lange, Jason (17. januar 2024). "Trump's rise sparks isolationist worries abroad, but voters unfazed". Reuters. Hentet 17. januar 2024.
- Reicher, Stephen; Haslam, S. Alexander (19. november 2016). "The politics of hope: Donald Trump as an entrepreneur of identity". Scientific American. Arkiveret fra originalen 15. februar 2021. Hentet 15. oktober 2020.
- Tollefson, Jeff (4. februar 2021). "Tracking QAnon: how Trump turned conspiracy-theory research upside down" (PDF). Nature. Nature Research. 590: 192-193. doi:10.1038/d41586-021-00257-y. ISSN 1476-4687. LCCN 12037118. PMID 33542489. S2CID 231818589. Arkiveret (PDF) fra originalen 27. april 2021. Hentet 31. januar 2024.
- Serwer, Adam (20. november 2017). "The Nationalist's Delusion". The Atlantic. Arkiveret fra originalen 15. februar 2021. Hentet 30. juli 2020.
- Yang, Mimi (25. september 2018). "Trumpism: a disfigured Americanism". Palgrave Communications. 4: 1-13. doi:10.1057/s41599-018-0170-0. Trump’s “America First” is not exactly original but from a culturally genetic and historic make-up that builds the vertical America. The xenophobic and anti-immigration rhetoric has its origin in nativism that harbors white nationalism, populism, protectionism and isolationism ... Trumpism is not Americanism, but a masqueraded white supremacism and nativism; it is a disfigured Americanism in its vertical form.